# سایلنت هیل: مکاشفات
تپه ی خاموش : مکاشفات (به انگلیسی: Silent Hill: Revelation 3D) فیلمی ترسناک محصول سال ۲۰۱۲ به کارگردانی و نویسندگی ام. جی. باست است که بر اساس بازی ویدئویی سایلنت هیل ۳ شرکت کونامی ساخته شده، و ادامه فیلم سایلنت هیل در سال ۲۰۰۶ می‌باشد. در این فیلم بازیگرانی همچون آدلاید کلمنس، کیت هرینگتون، شان بین، کری-ان ماس، دبورا کارا آنگر، مارتین دونوان و مالکوم مک‌داول ایفای نقش می‌کنند. داستان مکاشفات درباره ی دختری نوجوان به نام هدر میسون (آدلاید کلمنس) است که در جشن تولد هجده سالگی خود در می‌یابد که هویت فعلی‌اش ساختگی بوده و در نتیجه به جهانی موازی واقع در شهری خیالی در آمریکا به نام سایلنت هیل کشیده می‌شود.